# 藤原千花
藤原千花（日语：／ Fujiwara Chika）是漫画系列《輝夜姬想讓人告白～天才們的戀愛頭腦戰～》（简称《辉夜大小姐》）的虚构角色，由漫畫家赤坂明所創。故事中，千花来自著名的政治世家，她是秀知院学园高中部学生会书记，她在那里跟会长白银御行和副会长四宫辉夜等学生会成员一起相处。由于千花十分天真和开朗，她看上去就像完全不知道辉夜與御行的“恋爱头脑战”的樣子。千花是《辉夜大小姐》極受欢迎的角色，她的个性受到動漫迷的一致好评。

## 创作与构思
2020年2月，《辉夜大小姐》的作者赤坂明在采访中说，千花在漫画中的角色主要是充当四宫辉夜和白银御行之间的陪衬品，当他们两人处于互相智斗中的时候突然出现，然后她則以自身的“愚蠢”散播混乱。此外他还说千花、辉夜和御行之间的关系基本上推动了劇情發展。另外，赤坂被问到为什么千花没有独白，他回答说：“藤原千花就是她，她内心没有任何黑暗。她没有独白的设定是我早期的想法，当时我觉得还是留点神秘感比较好。但现在这个系列已经连载了这么长时间，这真的没有必要了。我想把藤原画得像每个人的女主角。”
人物原型為《竹取物語》追求輝夜姬的五位貴族子弟之一的車持皇子，目前廣泛認為其原型是右大臣藤原不比等（不比等的母親姓車持），被輝夜姬開出取得「蓬萊的玉枝」的難題，而叫工匠準備了精美的偽造品。當他用偽造的玉枝向輝夜姬誇耀時，因製作玉枝的工匠跑來要錢而露餡。

## 登场

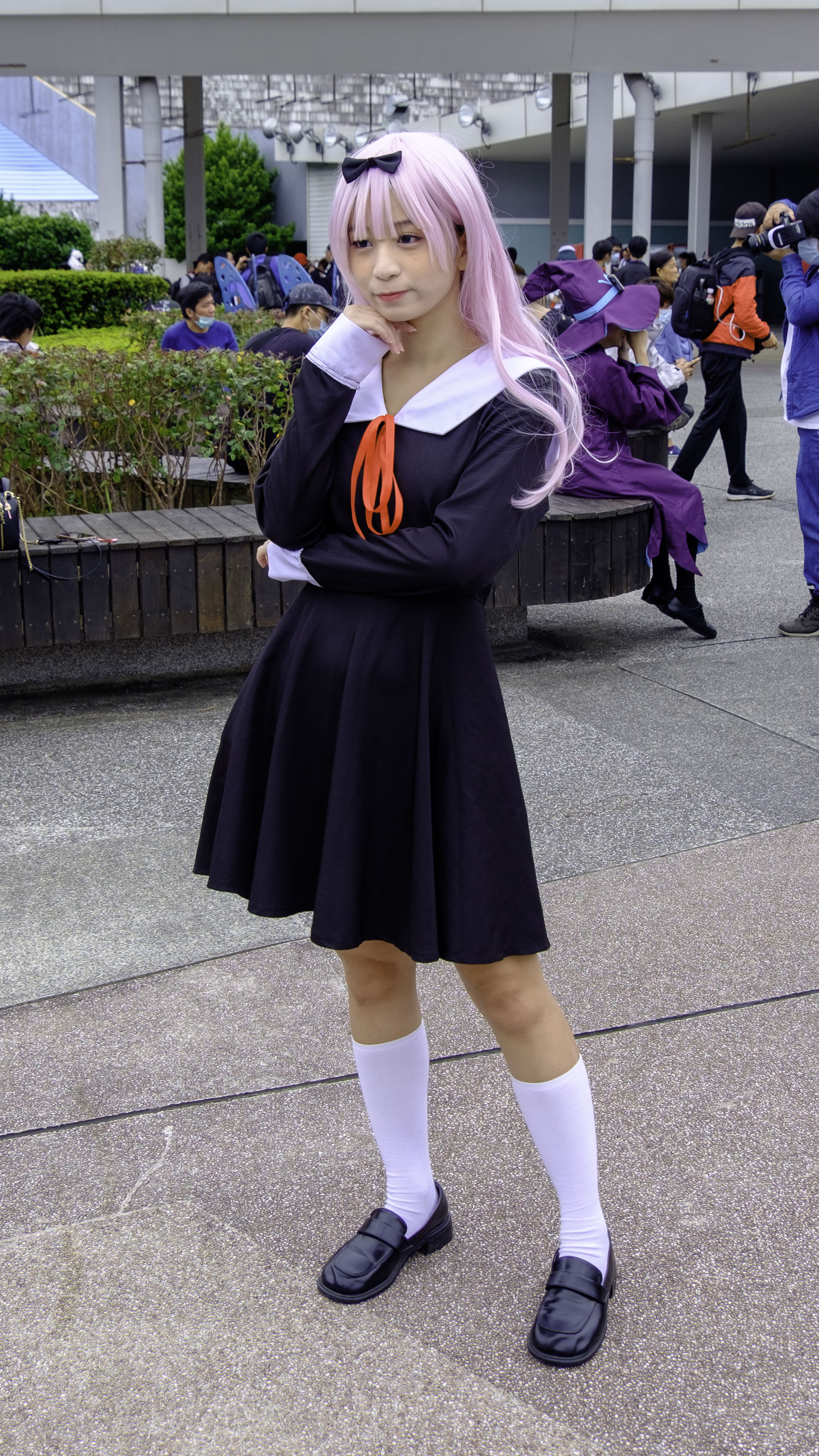
藤原千花角色扮演

### 原作漫画
藤原千花是秀知院学园第67期及第68期学生会书记。她是一个皮肤白皙的年轻女孩，肩上有一头银发，在她的正方形瀏海中间有一个黑色的蝴蝶结。她还有一双蓝色的眼睛，胸脯很大，經常遭到輝夜姬以嫉妒的眼神狠瞪，不過本人似乎沒有察覺。千花出身于一个政治世家：她的曾祖父曾是日本首相，叔叔是现任省大臣，母亲是前外交官，这使她的家族享有极高的威望。此外，千花还有一个姐姐叫丰实，一个妹妹叫萌叶。虽然她的家人对她非常爱护，使她在充满爱的环境中长大成真正善良的女孩。然而，由于家人禁止她接觸电子游戏等娱乐，令她轉向寻求其他逃避方式，并发展出各種各樣的獨特爱好。她喜欢德国模拟游戏、智力游戏等次文化。她讨厌撒谎，但在玩扑克牌等游戏时，她会暴露出自己隐藏的一面，并虚张声势。她从國中開始就和辉夜交上了朋友，雖然由于辉夜的个性，她们之间的亲密关系并不明显，但在輝夜心中仍舊是相當重要的朋友。原本喜歡白銀御行這種努力型的男生，但見識過對方的各種驚人缺點後，對他的感覺從最初的尊敬，演變成「母親與問題兒童」一般，亦因此飽受各種煎熬，只要她一回想就十分恐懼，且過後常說「不會再有下次了」，卻依然忍不住會幫忙對方特訓克服弱點。兩人依舊是很要好的朋友關係，在白銀御行沒有會長身份時會直呼名字「御行同學」。對於答應不會說出去的事情，有異常堅定的保密能力，因此是輝夜少數信任的人，也是白銀唯一能夠放心坦露弱點的對象。與石上之間經常在言語上針鋒相對，但在得悉石上國中事件的真相後，她是學生會三人中最憤恨不平的一位。
千花是个活泼古怪的女孩，几乎总是面带微笑。她总是希望和学生会的其他成员一起玩得开心，经常会想出一些奇怪的活动和想法来娱乐自己和其他人。她对房间里的气氛几乎一无所知，这讓其他人難以预测她的行動，並破坏辉夜和御行让对方告白的诸多计划。由于她态度松懈，举止幼稚，许多学生会成员似乎认为她头脑简单，特别是辉夜。具有讽刺意味的是，千花实际上在许多领域都很有天赋，本人通曉法語等五门外語，甚至曾表示日語比較難，有著相當水準的音樂才華，早期曾在鋼琴比賽中獲獎被誉为天才鋼琴手，也从那时开始成为伊井野御子的崇拜对象，但后期退出钢琴界。在漫画中的几个篇章中，千花曾在御行几个不擅长的技能方面对他进行过密集的指导，如排球、唱歌、传统舞蹈等。每次课程结束后，她都发誓不再教他，但却都屈服于他的恳求，称她为可靠的朋友或唯一能帮助她的人。她也可能非常狡猾和卑鄙，经常试图在她想出的许多游戏中作弊，尽管每次都会被拆穿。千花沉迷于任何与爱情有关的事情，自称是“爱情侦探”，并向他人提供恋爱建议，尽管她以前从未有过男朋友。她有时会对石上优和伊井野弥子各自的感情有奇怪的洞察力，同时却忽视了辉夜和御行的关系。在畢業進路調查中選擇是「外部升學」。

### 改编作品
在该系列的電視動畫改编中，小原好美为角色的日语版本配音，而杰德·萨克斯顿则为英语版本配音。专门展示千花舞技的片尾曲《千花啊千花千花》（チカっとチカ千花っ♡）在第一季第三集片尾使用，在漢語圈中稱為「書記舞」。在2019年真人电影及其在2021年的真人电影續集中，千花的角色则由日本女演员和前歌手浅川梨奈饰演。

## 评价
千花成为了《輝夜姬》的突出角色。千花的风行程度使她成为了《辉夜大小姐》系列粉丝的讨论的焦點。在2020年Crunchyroll动漫奖上，千花獲提名为最佳女配角奖。Crunchyroll于2020年推出1:7比例的比基尼千花模型。
动画新闻网的丽贝卡·西尔弗曼在評論《辉夜大小姐》時表示，这部故事之所以能夠成功，有一部分是千花的功勞，因为她既能讓气氛缓和，又在嘗試扮演好朋友的“理性之声”。漫畫書資源網的费亚兹·乔杜里评论说：“在辉夜和御行他们的各种智力游戏中，她漠不關心、帶點傻气的天性便成為他們的幽默障碍，阻碍主角日常的心理斗争，让喜剧以层层曲折的方式演变。千花的性格特征能對各個角色产生不同效果。”
想像遊戲網的坎博爾‧坎貝爾称赞千花的配音员小原好美的表現，指她“善于传达一种活泼的過度活躍傾向”。

## 備註
1. ↑  见单行本第2卷封面，後來为对应人设以及動畫化改成了粉色。
2. ↑  不繼續練鋼琴的原因，與「ホウライ（蓬萊）ちゃん」有關[10]。